# Paul Schroeder (Mediziner, 1894)
Paul Schroeder (* 18. August 1894 in Königsberg i. Pr.; † 10. Januar 1974 in Dänischenhagen bei Kiel) war ein deutscher Arzt und Standespolitiker.

## Leben und Wirken
Schroeders Eltern waren der Jurist Felix Schroeder und seine Ehefrau Adolfine geb. Berent. Nach dem Abitur im Jahre 1913 am Königlichen Gymnasium Lyck diente er als Einjährig-Freiwilliger beim Kaiser Alexander Garde-Grenadier-Regiment Nr. 1 in Berlin. Ab 1914 studierte er an der Kaiser-Wilhelm-Akademie für das militärische Bildungswesen Medizin. Im Ersten Weltkrieg wurde Schroeder 1917 nach dem Physikum Feldhilfsarzt. Nach dem medizinischen Staatsexamen wurde er 1920 an der Friedrich-Wilhelms-Universität zu Berlin zum Dr. med. promoviert. Von 1921 bis 1929 war Schroeder als praktischer Arzt in Dänischenhagen tätig. 1929 kehrte er nach Königsberg zurück und praktizierte dort bis Kriegsende als niedergelassener Arzt in Juditten. Schroeder wurde 1930 Vorstandsmitglied (1933 Vorsitzender) des Vereins Königsberger Ärzte. Ab 1936 war er Vorsitzender der Kassenärztlichen Vereinigung Ostpreußen. Von 1942 bis 1945 war er der letzte Leiter der Ärztekammer Ostpreußen. Bei Kriegsende und nach seiner Flucht aus Juditten wurde Schroeder Chefarzt des Marinelazaretts Eckernförde. 1945 gründete er die Ostpreußische Arztfamilie, einen Zusammenschluss von Ärzten und deren Angehörigen, die aus Ostpreußen geflüchtet waren, und derjenigen, die dort tätig waren. 1947 wurde er wegen angeblicher Gründung einer geheimen Widerstandsbewegung gegen die Besatzungsmacht verhaftet und erhielt für kurze Zeit ein Schreibverbot.
Bis 1964 war Paul Schroeder wieder in Dänischenhagen als praktischer Arzt niedergelassen. Mitglied des Vorstandes der Ärztekammer Schleswig-Holstein war er von 1954 bis 1962.

## Ehrungen
- Hartmann-Thieding Plakette des Hartmannbundes (1960)
- Bundesverdienstkreuz 1. Klasse (1966)
- Paracelsus-Medaille der Deutschen Ärzteschaft (1969).[5]

## Veröffentlichungen
- Harry Scholz und Paul Schroeder (Hrsg.): Ärzte in Ost- und Westpreussen: Leben u. Leistung seit d. 18. Jahrhundert. Würzburg, Holzner Verlag 1970.
- Paul Schroeder: … leuchtet’s lange noch zurück: Vom guten alten Hausarzt in Ostpreußen.  Rautenberg, Leer 1956.